# Huequenia livida
Huequenia livida é uma espécie de cerambicídeos da tribo Achrysonini, com distribuição na Argentina e Chile.